# Byłym
Byłym (ros. Былым) – wieś w Rosji, w Kabardo-Bałkarii, w rejonie elbruskim. W 2010 liczyła 2052 mieszkańców.